# Hpa-an Airport
Hpa-an Airport är en flygplats i Myanmar. Den ligger i delstaten Karen i staden Hpa-an, i den södra delen av landet, 400 km sydost om huvudstaden Naypyidaw. Flygplatsen ligger 15 meter över havet.